# 栄京東街駅
座標: 北緯39度47分37秒 東経116度30分48秒 / 北緯39.79351度 東経116.513207度
栄京東街駅（えいけいとうがいえき）とは中華人民共和国北京市大興区に位置する北京地下鉄亦荘線の駅である。

## 駅構造
- 相対式ホーム2面2線を有する高架駅。[2][3]

## 歴史
- 2010年12月30日 - 開業。

## 隣の駅
北京地下鉄
■亦荘線
万源街駅 - 栄京東街駅 - 栄昌東街駅